# 1963 في رومانيا
فيما يلي قوائم الأحداث التي وقعت خلال عام 1963 في رومانيا.

## رياضة
- 14 يوليو – دوري الدرجة الأولى الروماني 1962–63 الفائز دينامو بوخارست.

## مواليد

### يناير
- 3 يناير – غابي بالينت لاعب كرة قدم روماني.[1]

### مارس
- 12 مارس – فيلي شنايدر

### يونيو
- 6 يونيو – أدريان تيتياني ممثل روماني.[2]

### يوليو
- 20 يوليو – باولا إيفان رياضية رومانية.[3]

### ديسمبر
- 16 ديسمبر – فيوريكا دانسيلا سياسية رومانية.[4]

## وفيات

### يناير
- 1 يناير – آبي شوارتز (مواليد 1881) موسيقي أمريكي.[5]

### فبراير
- 13 فبراير – أوزوالد توماس (مواليد 1882) عالم فلك نمساوي.

### مايو
- 17 مايو – رينيه مولر (مواليد 1891)

### يونيو
- 22 يونيو – ماريا تاناسي (مواليد 1913)[6]

### يوليو
- 4 يوليو – أدولف ميشندورفر (مواليد 1877) مؤلف روماني.[7]
- 23 يوليو – فاسيلي لوكا (مواليد 1898) سياسي روماني.

### ديسمبر
- 15 ديسمبر – ويليام إس. دارلينغ (مواليد 1882)
- 25 ديسمبر – تريستان تزارا (مواليد 1896)[8]